# Kierło
Kierło (Kierl, Kerl) – polski herb szlachecki z indygenatu.

## Opis herbu
Opis zgodnie z klasycznymi regułami blazonowania:
W polu błękitnym dwie głowy lwie w pas, do siebie, złote, ziejące płomieniem czerwonym.
Klejnot: dwie trąby myśliwskie ustnikami do dołu, prawa w pas błękitno - złota, lewa w pas złoto-błękitna.
Labry błękitne, podbite złotem.
Józef Szymański zamieszcza nieco inny wizerunek herbu, w którym trąby są dzielone w słup.

## Najwcześniejsze wzmianki
Zatwierdzony indygenatem 15 stycznia 1528 Ludwikowi i Maciejowi Kierlom z Księstwa Brunszwiku.

## Herbowni
Kerl - Kierl - Kierła - Kierło.